# Digital Private Network Signalling System
{{extinde}
Digital Private Network Signalling System (DPNSS) este un protocol de rețea folosit pentru a lega două PABX print-un trunk. Acceptă un număr finit de servicii între cele două rețele pe care le leagă.
DPNSS a fost inițial definit de către British Telecom. Specificațiile pentru protocol au fost definite în BTNR188. Specificațiile sunt în prezent făcute de către Network Interoperability Consultative Committee.

## Legătrui externe
- Specificațiile DPNSS pe site-ul NICC